# 䭱齊

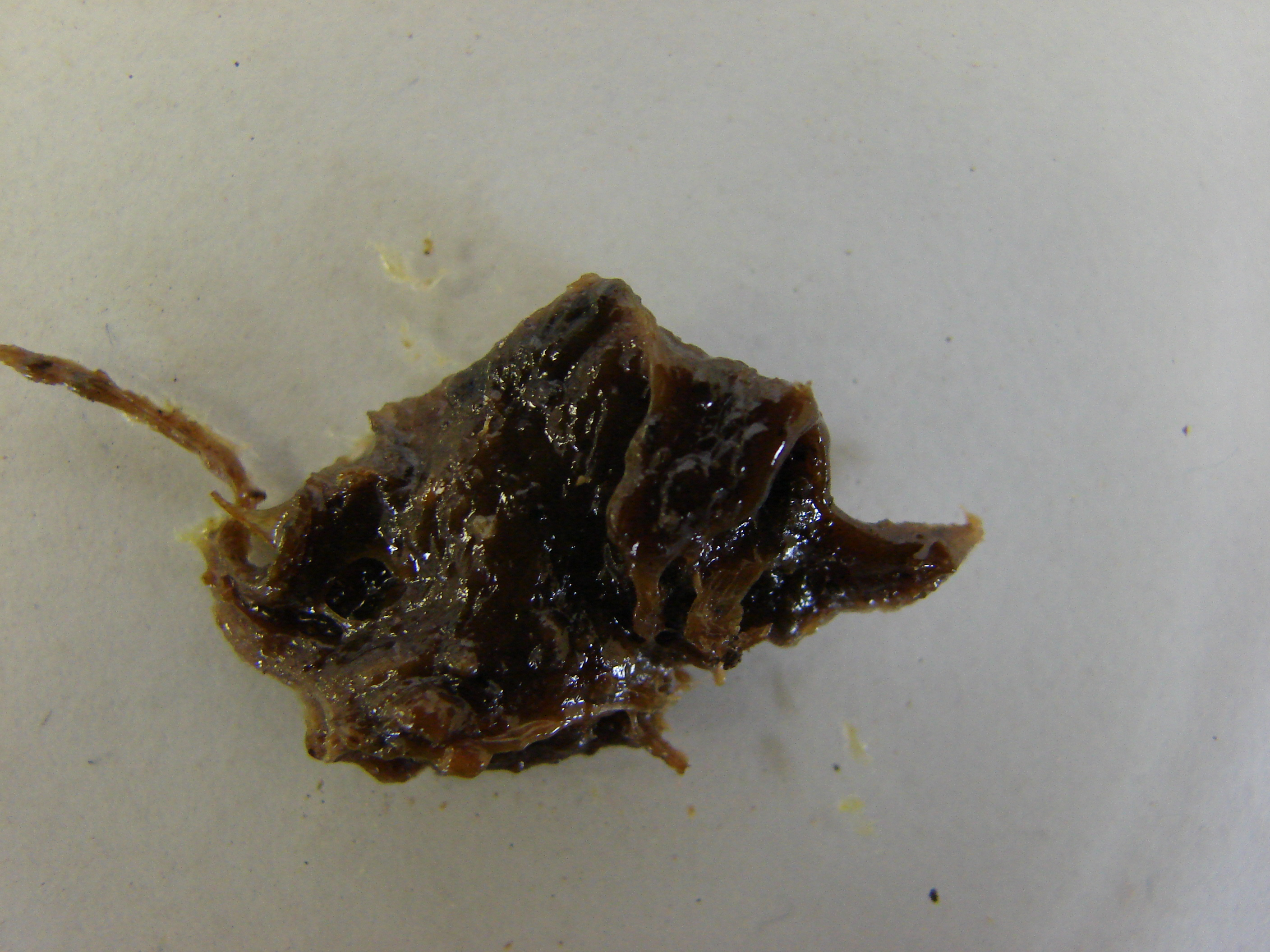
䭱齊

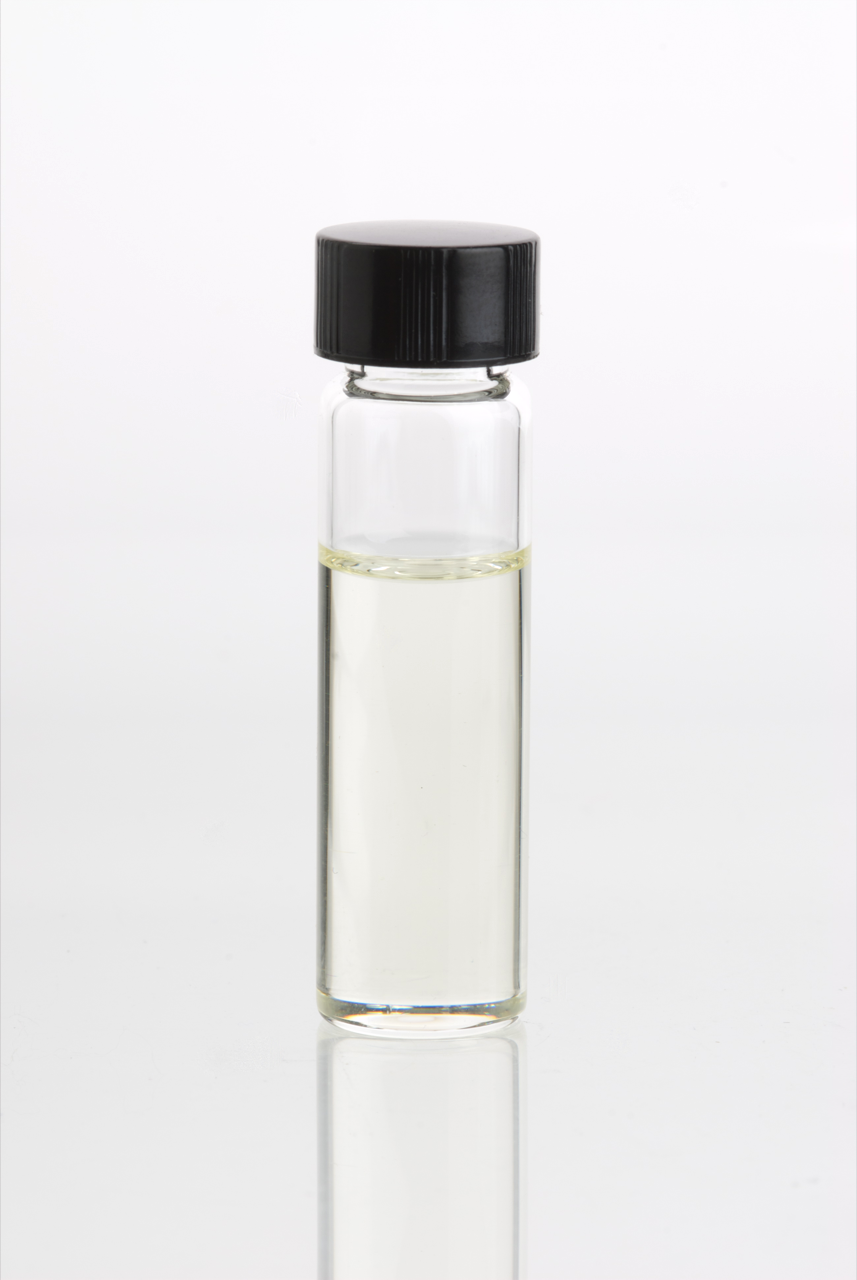
䭱齊精油

䭱齊（羅馬化：birzay，羅馬化：bārije），亦作齊，《回回藥方》作別兒撒的、別而咱的、別兒咱的、別咱的（羅馬化：birzad），聖經和合本譯作喜利比拿（羅馬化：ḥelbenah），也叫格蓬脂、格蓬香膠、古蓬香膠、白松香、頇勃梨咃（羅馬化：ḥalbānīṯā），是香膠阿魏等阿魏屬植物分泌的油膠樹脂。

## 記載
《酉陽雜俎》：䭱齊，出波斯國。拂林呼為頇勃梨咃。長一丈餘，圍一尺許。皮色青薄而極光凈，葉似阿魏，每三葉生於條端，無花實。西域人常八月伐之，至臘月更抽新條，極滋茂。若不剪除，反枯死。七月斷其枝，有黃汁，其狀如蜜，微有香氣，入藥療病。

## 用途
䭱齊可入藥，也是常用的香水原料。其香味略似松樹，但其與松樹並無關聯。䭱齊提取的精油常以松油掺假。